# Bosdrongo
De bosdrongo (Dicrurus modestus) is een zangvogel uit de familie Dicruridae (drongo's). 

## Verspreiding en leefgebied
De soort komt voor in westelijk en centraal Afrika en telt drie ondersoorten:
- D. m. atactus (Fantidrongo): van Sierra Leone tot zuidwestelijk Nigeria.
- D. m. modestus: het eiland Principe in de Golf van Guinee.
- D. m. coracinus: van zuidelijk Nigeria tot westelijk Kenia, centraal Congo-Kinshasa en noordwestelijk Angola.

## Status
Aangenomen wordt dat de aantallen van de nominaat D. m. modestus op het eiland Principe klein zijn. Het leefgebied staat hier onder druk door uitbreiding van de landbouw. De grootte van de populatie op het vasteland van Afrika is niet gekwantificeerd maar de soort wordt omschreven als algemeen. Op de Rode lijst van de IUCN heeft deze soort de status niet bedreigd.